# Matteo Meisl
Matteo Meisl (* 27. Dezember 2000 in Salzburg) ist ein österreichischer Fußballspieler.

## Karriere

### Verein
Meisl begann seine Karriere beim SV Kuchl. 2013 kam er in die Jugend des FC Red Bull Salzburg, bei dem er später auch in der Akademie spielte. Meisl war Teil der U-19-Mannschaft von Salzburg, die in der Saison 2016/17 die UEFA Youth League gewann. Er kam zu einem Einsatz im Erstrundenrückspiel gegen Vardar Skopje. In der Saison 2017/18 nahm er mit den Salzburgern erneut an der Youth League teil. Bei seinem einzigen Einsatz im Spiel gegen Girondins Bordeaux machte er zudem einen Treffer.
Zur Saison 2018/19 wechselte er zur zweitklassigen Zweitmannschaft des FK Austria Wien. Sein Debüt in der 2. Liga gab er im Juli 2018, als er am ersten Spieltag jener Saison gegen die Kapfenberger SV in der Halbzeitpause für Alexandar Borkovic eingewechselt wurde. In der 63. Minute erhielt Meisl allerdings eine Rote Karte und musste das Spielfeld verlassen.
Zur Saison 2022/23 rückte er in den Bundesligakader der Austria. Fortan kam er insgesamt zu 33 Einsätzen in der Bundesliga für die Wiener. Im Jänner 2025 wechselte Meisl leihweise zum Zweitligisten SV Stripfing. Für Stripfing kam er während der Leihe zu 14 Zweitligaeinsätzen. Zur Saison 2025/26 kehrte er nicht mehr nach Wien zurück, sondern wechselte fest zu Zweitligist Admira Wacker.

### Nationalmannschaft
Meisl spielte im November 2014 erstmals für eine österreichische Jugendnationalauswahl. Im September 2016 debütierte er gegen Russland für das U-17-Team Österreichs. Im September 2017 spielte er erstmals für die U-18-Auswahl.
Im September 2018 debütierte er gegen Dänemark für die U-19-Mannschaft.

## Persönliches
Sein Bruder Luca (* 1999) ist ebenfalls Fußballspieler.

## Erfolge
- UEFA Youth League: 2017